# Łubnice (województwo świętokrzyskie)
Łubnice – wieś w Polsce, położona w województwie świętokrzyskim, w powiecie staszowskim, w gminie Łubnice. Siedziba sołectwa i gminy Łubnice.
W latach 1954–1972 wieś należała i była siedzibą władz gromady Łubnice. W latach 1975–1998 miejscowość administracyjnie należała do województwa tarnobrzeskiego. 
Położona przy lewym brzegu Wisły, przy drodze krajowej nr 79. Na jej terenie działa przedszkole, szkoła podstawowa (klasy 1-3) oraz gimnazjum. Funkcjonuje też apteka i kilka sklepów, a także ośrodek zdrowia. W Łubnicach rośnie również stara, zabytkowa lipa.
W obszar wsi wchodzą:
| SIMC    | Nazwa    | Rodzaj     |
| ------- | -------- | ---------- |
| 0798618 | Folwark  | część wsi  |
| 0798624 | Górka    | część wsi  |
| 0798630 | Jatki    | część wsi  |
| 0798660 | Kapka    | przysiółek |
| 0798647 | Lelonka  | część wsi  |
| 0798653 | Podlesie | część wsi  |

## Historia
Łubnice w XIX wieku, wieś w powiecie stopnickim, gminie Łubnice, parafii Beszowa. Leży na prawo od drogi ze Stopnicy do Połańca. Posiada szkołę gminną. Według spisu miast, wsi, osad Królestwa Polskiego z 1827 r. było tu 40 domów 272 mieszkańców.
Łubnice opisane są u Długosza jako Lubnicza, wieś w powiecie stopnickim. Gniazdo rodu Jastrzębców, z których Wojciech biskup poznański a następnie krakowski zbudował w przyległej Beszowej (Banschowa) r. 1407 nowy kościół murowany a r. 1421 założył klasztor Paulinów.
W roku 1429 dziedzicami Łubnicy byli Markusz kasztelan brzeziński i Ścibor, bracia rodzeni, wnukowie arcybiskupa Wojciecha .

Za czasów Długosza wieś należała do Jana z Rytwian herbu Jastrzębiec, marszałka koronnego. Wszystkie wsi wchodzące w skład  parafii były jego własnością, lub klasztorną (Długosz L.B.  t.III s.127).
W 1565 roku wieś w powiecie wiślickim województwa sandomierskiego kupił od Olbrachta Łaskiego kasztelan rawski Stanisław Wolski.
W 1586 roku Maryna Sobkówna żona Stanisława Ciołka kupuje na rzecz Gabriela Tenczyńskiego Koniemłoty, Łubnice, Tuklęcz Święcice, Rytwiany, Staszów, Rudę i Kłodę .
W 1639 roku dobra Tenczyńskich w tym Łubnice przechodzą do rąk Opalińskich .  Wieś wraz z dworem i folwarkiem wchodziła w 1662 roku w skład majętności łubnickiej Łukasza Opalińskiego.
W roku 1731 klucz rytwiański od Opalińskich przechodzi do Lubomirskich, Sieniawskich, Denhoffów i Czartoryskich skutkiem małżeństwa Augusta Aleksandra Czartoryskiego z Marią Zofią z Sieniawskich (córką Adama hetmana wielkiego koronnego). Z małżeństwa tego dwoje dzieci Adam Kazimierz i Izabella, która odziedziczyła w roku 1778 11 miast i 252 wsi, w tym cały klucz Rytwiański w nim między innymi Łubnicę, które wniosła w posagu w dom Lubomirskich. Jej córka Julia wyszła za hrabiego Jana Potockiego, czym wniosła Łubnicę do rodu Potockich . 
Charakterystyka dóbr
W wieku XIX Dobra Łubnice położone w gminie Łubnice i Oględów stanowią własność Katarzyny z  Branickich hrabiny Potockiej, podług wiadomości z roku 1866 rozległe mórg 11843, składają się z folwarków: Łubnice, Wilków, Zofiówka, Eajtarówka, Sichów Duży, Adamówka, Borki, Oględów, Sielce, Kotuszów, Kowakówka, z osadami fabrycznymi, młynarskimi i innymi. 
Przestrzeń ogólna dóbr wynosi  11843 mórg na co składa się:  gruntów ornych i ogrodów mórg 4010, łąk mórg 528, pastwisk mórg 325, lasu mórg 5781, zarośli mórg 393, nieużytki i place mórg 705.
W czasie II wojny światowej w okolicach Łubnic toczyły się walki między armią niemiecką a Armią Czerwoną na przyczółku baranowsko-sandomierskim. Żołnierze armii radzieckiej polegli i pochowani w Łubnicach w 1946 zostali przeniesieni na cmentarz do Stopnicy.
Gmina Łubnice wiek XIX
Gmina Łubnice należy do sądu gminnego okręgu III w Oleśnicy, stacja pocztowa w Stopnicy. 
Teren gminy obejmuje 17985 mórg obszaru i 3178 mieszkańców - dane z roku 1867
Wsie w dobrach Łubnice XIX wiek
1. Łubnice osad 35, z gruntem mórg 565
2. Korytnica osad 39, z gruntem mórg 985
3. Sydzyna osad 11, z gruntem mórg 228
4. Przeczów osad 23, z gruntem mórg 810
5. Wilków osad 25, z gruntem mórg 469
6. Budziska osad 41, z gruntem mórg 457
7. Góra osad 19, z gruntem mórg 284
8. Grabowo osad 19, z gruntem mórg 530
9. Łyczba liczba osad 15, z gruntem mórg 519
10. Stara Wieś osad 9, z gruntem mórg 193
11. Czarzyzna osad 41, z gruntem mórg 705
12. Borki osad 22, z gruntem mórg 352
13. Orzelec Mały osad 11, z gruntem mórg 327
14. Orzelec Duży osad 39, z gruntem mórg 677
15. Stefanówka osad 21, z gruntem mórg 297
16. Zarazie osad 6, z gruntem mórg 111
17. Niemścice osad 18, z gruntem mórg 872
18. Ziemblice osad 17, z gruntem mórg 204
19. Święciny osad 48, z gruntem mórg 565
20. Święcicki Gaj osad 6, z gruntem mórg 83
21. Koniemłoty osad 54, z gruntem mórg 737
22. Koniemłocki Gaj osad 13, z gruntem mórg 165
23. Tuklecz osad 33, z gruntem mórg 530
24. Sichów Duży osad 68, z gruntem mórg 924
25. Grobla os, 6, z gruntem mórg 56
26. Sichów Mały osad 53, z gruntem mórg 855
27. Krzywołącz os, 19, z gruntem mórg 279
28. Sielce osad 36, z gruntem mórg 615
29. Jasień osad 35, z gruntem mórg 686
30. Kotuszów osad 45, z gruntem mórg 825
31. Ogledów osad 56, z gruntem mórg 1124
32. Rejterówka alias Czarna osad 9, z gruntem mórg 294[11]

## Osoby związane z Łubnicami
- Wojciech Jastrzębiec – polski duchowny katolicki, arcybiskup gnieźnieński, prymas Polski w latach 1423-1436.